# 電気通信学部
電気通信学部（でんきつうしんがくぶ、英称: faculty of electro-communications）は、工学の中でも電気通信に関係する教育研究がなされていた学部であった。
電気通信学部については、工学部との差を議論することが容易ではない。世界においても工学部との差は見出しにくいといわれる。

## 電気通信学部が扱っていた分野
- 電気工学
- 電子工学
- 通信工学
- 情報工学
- 数理工学
- 材料工学
- エネルギー工学
- 化学工学
- 環境工学
- 原子核工学
- 機械工学
- 精密工学
- 超電導工学
- 分子工学
- 航空宇宙工学
- 資源工学
- 物理工学
- 人間工学

## 電気通信学部をおいていた日本の大学

### 国立大学
- 電気通信大学

### 公立大学
なし

### 私立大学
なし